# Patagopterygiformes
Patagopterygiformes es un grupo de aves terrestres del Mesozoico de Suramérica. Este grupo contienen como mucho dos especies: Patagopteryx deferrariisi y Alamitornis minutus, aunque se ha incluido como posible miembro a Kuszholia de Asia Central.